# (4601) Ludkewycz
(4601) Ludkewycz est un astéroïde de la ceinture principale.

## Description
(4601) Ludkewycz est un astéroïde de la ceinture principale. Il fut découvert le 3 juin 1986 à l'observatoire Palomar par Marian Rudnyk. Il présente une orbite caractérisée par un demi-grand axe de 2,67 UA, une excentricité de 0,10 et une inclinaison de 13,3° par rapport à l'écliptique.

## Compléments